# Loimia ochracea
Loimia ochracea är en ringmaskart som först beskrevs av Grube 1878.  Loimia ochracea ingår i släktet Loimia och familjen Terebellidae. Inga underarter finns listade i Catalogue of Life.